# Chaerophyllum minimum
Chaerophyllum minimum är en flockblommig växtart som beskrevs av Domenico Vandelli. Chaerophyllum minimum ingår i släktet rotkörvlar, och familjen flockblommiga växter. Inga underarter finns listade i Catalogue of Life.